# Grande Procissão de Meteoros de 1913

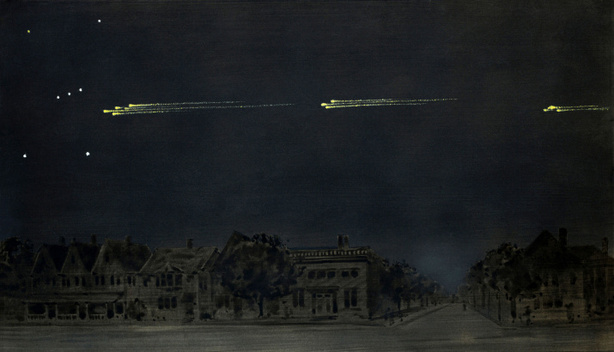
Grande Procissão de Meteoros de 1913 por Gustav Hahn

Em 9 de fevereiro de 1913, um fenômeno meteórico significativo foi relatado de locais em todo o Canadá, nordeste dos Estados Unidos, Bermudas e de muitos navios no mar até o sul do Brasil, dando um total registrado de mais de 11 000 km (7 000 milhas), e tornando-se conhecido como a Grande Procissão de Meteoros de 1913. Os meteoros eram particularmente incomuns porque não havia um aparente radiante, o ponto no céu a partir do qual os meteoros geralmente parecem se originar. As observações foram analisadas em detalhe, mais tarde no mesmo ano, pelo astrônomo Clarence Chant, levando-o a concluir que, como todos os relatos estavam posicionados ao longo de um grande arco circular, a fonte havia sido um pequeno satélite natural de curta duração da Terra.
John A. O'Keefe, que realizou vários estudos sobre o evento, propôs que os meteoros fossem referidos como os cirílicos, em referência à festa de Cirilo de Alexandria (9 de fevereiro no calendário católico romano de 1882 a 1969).

## Eventos de 9 de fevereiro
A noite de 9 de fevereiro foi nublada em grande parte do densamente povoado nordeste dos Estados Unidos, o que significa que cerca de 30 milhões de observadores potenciais desconheciam o fenômeno. No entanto, mais de uma centena de relatos individuais – em grande parte de áreas mais remotas do Canadá – foram posteriormente coletados por Clarence Chant, com observações adicionais descobertas por pesquisadores posteriores. Por volta das 21 horas EST, as testemunhas ficaram surpresas ao ver uma procissão de entre 40 e 60 bolas de fogo brilhantes e lentas se movendo de horizonte em horizonte em um caminho praticamente idêntico. Bolas de fogo individuais foram visíveis por pelo menos 30 a 40 segundos, e toda a procissão levou cerca de 5 minutos para cruzar o céu. Um observador em Appin, Ontário, descreveu sua aparição em uma das partes mais orientais de sua trilha em todo o Canadá:
Um enorme meteoro apareceu viajando de noroeste a sudeste, que, à medida que se aproximava, era visto em duas partes e parecia duas barras de material flamejante, uma seguindo a outra. Eles estavam lançando um fluxo constante de faíscas e, depois de passarem, dispararam bolas de fogo à frente que viajaram mais rapidamente do que os corpos principais. Eles pareciam passar devagar e estavam à vista cerca de cinco minutos. Imediatamente após seu desaparecimento no sudeste, uma bola de fogo claro, que parecia uma grande estrela, atravessou o céu em seu rastro. Esta bola não tinha cauda nem mostrava faíscas de qualquer tipo. Em vez de ser amarelo como os meteoros, era claro como uma estrela. 
Observadores subsequentes também notaram um corpo grande, branco e sem cauda trazendo a parte traseira, mas os vários corpos que compõem a procissão de meteoros continuaram a se desintegrar e a viajar em ritmos diferentes ao longo de seu curso, de modo que, quando as observações foram feitas nas Bermudas, os corpos principais foram descritos como "como grandes luzes de arco na aparência, levemente de cor violeta", seguido de perto por fragmentos amarelos e vermelhos.
Uma pesquisa realizada na década de 1950 por Alexander D. Mebane descobriu um punhado de relatórios de arquivos de jornais no norte dos Estados Unidos. Em Escanaba, Michigan, a imprensa afirmou que o "fim do mundo foi apreendido por muitos" enquanto numerosos meteoros viajavam pelo horizonte norte. Em Batavia, Nova York, alguns observadores viram os meteoros e muitas pessoas ouviram um barulho estrondoso, enquanto outros relatos foram feitos em Nunda-Dansville, Nova York (onde vários moradores novamente pensaram que o mundo estava acabando) e Osceola, Pensilvânia.

## 10 de fevereiro
Uma característica curiosa dos relatos, destacada por Mebane, foi que vários pareciam indicar uma segunda procissão de meteoros no mesmo curso cerca de 5 horas depois, embora a rotação da Terra significasse que não havia nenhum mecanismo óbvio para explicar isso. Um observador, um A. W. Brown de Thamesville, Ontário, relatou ter visto tanto a procissão inicial de meteoros quanto uma segunda no mesmo curso às 02h20 da manhã seguinte.  O relatório original de Chant também se referia a uma série de três grupos de "objetos escuros" que passaram, no mesmo curso dos meteoros anteriores, de oeste para leste sobre Toronto na tarde de 10 de fevereiro, que ele sugeriu serem "algo de natureza meteórica".

## Sons que acompanham
William Henry Pickering observou que em oito estações no Canadá um tremor da casa ou do chão foi sentido. Em muitos outros lugares, sons altos e semelhantes a trovões foram ouvidos, ocasionalmente por pessoas que não tinham visto os meteoros. Pickering usou os relatórios sonoros para realizar uma verificação da altura dos meteoros, que ele calculou em 56 km (35 milhas).

## Análise
O primeiro estudo detalhado dos relatórios foi produzido pelo astrônomo canadense Clarence Chant, que escreveu sobre os meteoros no volume 7 do Journal of the Royal Astronomical Society of Canada. A órbita foi mais tarde discutida por Pickering e G. J. Burns, que concluíram que era essencialmente satelítica. Embora esta explicação tenha sido mais tarde atacada por Charles Wylie, que tentou provar que o chuveiro tinha um radiante, outros estudos de Lincoln LaPaz (que criticou os métodos de Wylie como "não científicos") e John O'Keefe mostraram que os meteoros provavelmente representavam um corpo, ou grupo de corpos, que haviam sido temporariamente capturados em órbita sobre a Terra antes de se desintegrarem.
O'Keefe mais tarde sugeriu que os meteoros, que ele se referiu como os "cirílicos", poderiam de fato representar o último remanescente de um anel circumterrestre, formado a partir da ejeção de um vulcão lunar postulado. Esta teoria foi um desenvolvimento da hipótese incomum de O'Keefe sobre a origem dos tectitos.